# Scott Stevens
Ronald Scott Stevens (Kitchener, 1º aprile 1964) è un allenatore di hockey su ghiaccio ed ex hockeista su ghiaccio canadese.
Giocava nel ruolo di difensore nella National Hockey League. Svolge il ruolo di assistente allenatore dei Minnesota Wild.

## Carriera
È entrato nell'NHL giocando per i Washington Capitals. Ha giocato a Washington per 8 stagioni, ma nel 1990 ha sottoscritto un contratto con i St. Louis Blues. Nonostante il fatto che i Blues hanno pagato molto per lui, l'anno dopo, a causa delle regole di acquisizione nell'NHL allora, i Blues sono stati costretti a cederlo ai New Jersey Devils per poter ingaggiare il free agent ristretto Brendan Shanahan. Nella stagione 1991-92 ha cominciato con i Devils dove sarebbe rimasto per il resto della sua carriera. Con i Devils vinse la Stanley Cup 3 volte nel 1995, 2000 e 2003. Dopo la stagione 2003-04 si è ritirato dall'attività agonistica.
I Devils hanno ritirato il numero 4 di Scott Stevens il 3 febbraio 2006 in una gran cerimonia in cui è stato ritirato anche il numero 3 di Ken Daneyko. Questa cerimonia significa che nessun altro giocatore nel futuro dei Devils porterà la maglia con i numeri 4 e 3 in onore dei contributi che tutti e due i giocatori hanno dato alla squadra.
Nel 2007 è diventato un membro della Hockey Hall of Fame.

## Statistiche
Note: PG = Partite Giocate, G = Goal fatti, A = Assist, Pti = Punti, +/- = Plus/minus, MP = Minuti di penalità
| 1982-1983       | Washington Capitals | NHL             | 77   | 9   | 16  | 25  | +14  | 195  | 4   | 1  | 0  | 1   | 0   | 26  |
| 1983-1984       | Washington Capitals | NHL             | 78   | 13  | 32  | 45  | +26  | 201  | 8   | 1  | 8  | 9   | 0   | 21  |
| 1984-1985       | Washington Capitals | NHL             | 80   | 21  | 44  | 65  | +19  | 221  | 5   | 0  | 1  | 1   | -4  | 11  |
| 1985-1986       | Washington Capitals | NHL             | 73   | 15  | 38  | 53  | 0    | 165  | 9   | 3  | 8  | 11  | 0   | 12  |
| 1986-1987       | Washington Capitals | NHL             | 77   | 10  | 51  | 61  | +13  | 283  | 7   | 0  | 5  | 5   | 0   | 19  |
| 1987-1988       | Washington Capitals | NHL             | 80   | 12  | 60  | 72  | +14  | 184  | 13  | 1  | 11 | 12  | 0   | 46  |
| 1988-1989       | Washington Capitals | NHL             | 80   | 7   | 61  | 68  | +1   | 225  | 6   | 1  | 4  | 5   | -2  | 11  |
| 1989-1990       | Washington Capitals | NHL             | 56   | 11  | 29  | 40  | +1   | 154  | 15  | 2  | 7  | 9   | -1  | 25  |
| 1990-1991       | St. Louis Blues     | NHL             | 78   | 5   | 44  | 49  | +23  | 150  | 13  | 0  | 0  | 3   | +8  | 36  |
| 1991-1992       | New Jersey Devils   | NHL             | 68   | 17  | 42  | 59  | +24  | 124  | 7   | 2  | 1  | 3   | -5  | 29  |
| 1992-1993       | New Jersey Devils   | NHL             | 81   | 12  | 45  | 57  | +14  | 120  | 5   | 2  | 2  | 4   | -2  | 10  |
| 1993-1994       | New Jersey Devils   | NHL             | 83   | 18  | 60  | 78  | +53  | 112  | 20  | 2  | 9  | 11  | -1  | 42  |
| 1994-1995       | New Jersey Devils   | NHL             | 48   | 2   | 20  | 22  | +4   | 56   | 20  | 1  | 7  | 8   | +10 | 24  |
| 1995-1996       | New Jersey Devils   | NHL             | 82   | 5   | 23  | 28  | +7   | 100  | -   | -  | -  | -   | -   | -   |
| 1996-1997       | New Jersey Devils   | NHL             | 79   | 5   | 19  | 24  | +26  | 70   | 10  | 0  | 4  | 4   | -2  | 2   |
| 1997-1998       | New Jersey Devils   | NHL             | 80   | 4   | 22  | 26  | +19  | 80   | 6   | 1  | 0  | 1   | +4  | 8   |
| 1998-1999       | New Jersey Devils   | NHL             | 75   | 5   | 22  | 27  | +29  | 64   | 7   | 2  | 1  | 3   | -2  | 10  |
| 1999-2000       | New Jersey Devils   | NHL             | 78   | 8   | 21  | 29  | +30  | 103  | 23  | 3  | 8  | 11  | +9  | 6   |
| 2000-2001       | New Jersey Devils   | NHL             | 81   | 9   | 22  | 31  | +40  | 71   | 25  | 1  | 7  | 8   | +3  | 37  |
| 2001-2002       | New Jersey Devils   | NHL             | 82   | 1   | 16  | 17  | +15  | 44   | 6   | 0  | 0  | 0   | +5  | 4   |
| 2002-2003       | New Jersey Devils   | NHL             | 81   | 4   | 16  | 20  | +18  | 41   | 24  | 3  | 6  | 9   | +14 | 14  |
| 2003-2004       | New Jersey Devils   | NHL             | 38   | 3   | 9   | 12  | +3   | 22   | -   | -  | -  | -   | -   | -   |
| Totali nell'NHL | Totali nell'NHL     | Totali nell'NHL | 1635 | 196 | 712 | 908 | +393 | 2785 | 233 | 26 | 92 | 118 | +34 | 378 |

## Palmarès

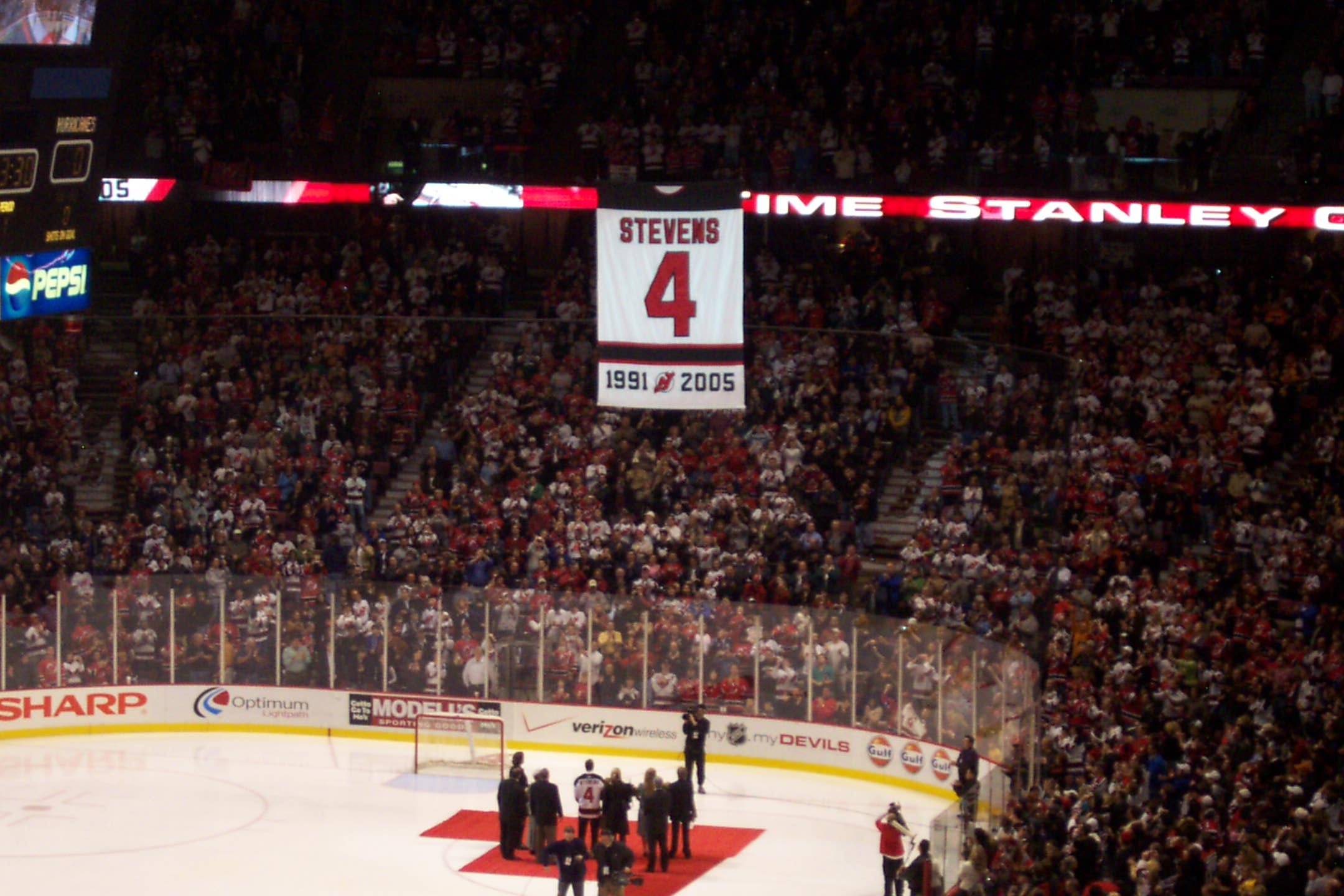
Il numero di Stevens è sollevato all'altezza dell'arena.

### Club
- Stanley Cup: 3

New Jersey: 1994-1995, 1999-2000, 2002-2003

### Nazionale
- Canada Cup: 1

1991

### Individuale
- Hockey Hall of Fame: 1

2007
- Conn Smythe Trophy: 2

2000
- NHL Plus/Minus Award: 1

1993-1994
- NHL First All-Star Team: 2

1987-1988, 1993-1994
- NHL Second All-Star Team: 3

1991-1992, 1996-1997, 2000-2001
- NHL All-Rookie Team: 1

1982-1983
- NHL All-Star Game: 13

1985, 1989, 1991, 1992, 1993, 1994, 1996, 1997, 1998, 1999, 2000, 2001, 2003